# Mesosa undulatofasciata
Mesosa undulatofasciata là một loài bọ cánh cứng trong họ Cerambycidae.